# Warren Publishing
Warren Publishing war ein US-amerikanischer Zeitschriftenverlag, der von 1957 bis 1983 Bestand hatte.
Der Verlag wurde 1957 von James Warren (* 1930) in Philadelphia, Pennsylvania gegründet. Die gesamte Laufzeit des Verlages wurde das Filmmagazin Famous Monsters of Filmland publiziert. Ab 1960 kam das Satiremagazin Help! hinzu. Ab 1964 kamen mit Creepy und ab 1966 mit Eerie zwei Horror-Comicmagazine ins Programm. 1967 erfolgte der Umzug des Verlags nach New York City. Ab 1969 wurde das Comicmagazin Vampirella verlegt, im Jahr 1974 The Spirit als Heft-Serie. Ab 1978 wurde das Science-Fiction-Comicmagazin 1984 bzw. 1994 herausgebracht.